# Björn Larsson (spelentreprenör)
För andra betydelser, se Björn Larsson (olika betydelser).
Björn Leonard Gustaf Larsson, född 12 maj 1975 i Solberga församling i Göteborgs och Bohus län, är en svensk spelentreprenör och producent. 
Björn Larsson är uppvuxen i Kungälv. Han grundade 1998 spel- och mediaförlaget Iridon Interactive, sedermera Legendo Entertainment, där han fortfarande är VD.
Larsson uttalar sig emellanåt om händelser i den svenska och internationella spelbranschen exempelvis det finansiella obeståndet i THQ. Han är upphovsman till spelet De tre musketörerna vilket var nominerat till årets barn- och familjespel 2006.

## Spel
- 1997 – Dink Smallwood (PC)
- 1998 – Excessive Speed (PC)
- 1999 – Total Soccer 2000 (PC)
- 2000 – Akimbo: Kung-Fu Hero (PC)
- 2002 – Turble Turtle Adventure (GBA)
- 2004 – Pure Pinball (Xbox)
- 2007 – Attack on Pearl Harbor (Windows XP och Windows Vista)
- 2009 – The Three Musketeers: One for all! (WiiWare)
- 2010 – Pearl Harbor Trilogy - 1941: Red Sun Rising (WiiWare)
- 2011 – Ghost Mania (WiiWare)
- 2011 – The Three Musketeers: One for all! (Mac App Store)
- 2012 – Fortune Winds: Ancient Trader (Mac App Store)

## Fotnoter
1. ↑  Sveriges befolkning 1990, CD-ROM, Version 1.00, Riksarkivet (2011).
2. ↑  Ny Teknik: Små spel blir stor marknad i Sverige Arkiverad 4 september 2014 hämtat från the Wayback Machine.
3. ↑  Gothia Science Park i Skövde: Björn Larsson: "Som utvecklare måste du se dig som entertainer. Du måste ta reda på vad folk vill köpa och därmed sätta publiken främst..." Arkiverad 4 september 2014 hämtat från the Wayback Machine.
4. ↑  Ny Teknik: Björn Larsson: "Det blir allt vanligare att företag köper upp utvecklare för att få full kontroll över produktionskapaciteten..."
5. ↑  GameIndustry.biz: Björn Larsson om THQ: "Publishing and marketing functions must be decentralized to bring development studios closer to fans and customers..."
6. ↑  ”Lista: spelen som slåss om Game Awards”. Computer Sweden. 11 februari 2006. Arkiverad från originalet den 18 april 2013. http://archive.today/2013.04.18-082010/http://computersweden.idg.se/2.2683/1.2246.